# Democratie van Corinthians
De Democratie van Corinthians (Portugees: Democracia Corinthiana) was een ideologische beweging in de jaren tachtig bij voetbalclub SC Corinthians Paulista en wordt gezien als een van de belangrijkste acties tegen de militaire dictatuur die destijds over Brazilië heerste.
De beweging werd geleid door middenvelder Sócrates, verdediger Wladimir, aanvaller Casagrande en middenvelder Zenon en met de toestemming van clubvoorzitter Waldemar Pires. De spelers namen de controle over de club over en namen belangrijke beslissingen in samenspraak met de spelers in plaats van dat het door hoger hand opgelegd werd zoals voorheen.

## Geschiedenis
Na een tegenvallend seizoen 1981 trad jarenlang voorzitter Vicente Matheus terug en werd Waldemar Pires de voorzitter. Er kwam een systeem van zelfbestuur waarbij beslissingen gezamenlijk gemaakt werden, alle stemmen waren evenwaardig. De spelers drukten op hun truitjes vaak politiek boodschappen zoals Eu quero votar para presidente (ik wil de president kiezen). Het motto van de beweging was Ganhar ou perder, mas sempre com democracia (winnen of verliezen, maar steeds met democratie). De omwenteling bracht sportieve successen met zich mee en in 1982 en 1983 won de club het Campeonato Paulista en bereikte in de Série A twee keer de halve finale.
Nadat er in 1985 vrije parlementsverkiezingen kwamen en er een einde kwam aan de militaire dictatuur verloor de democratie aan belang.